# Branik (Sisak)
Zatočnik je bio hrvatski dnevnik iz Siska. Ove novine su počele izlaziti ožujka 1871., a prestale su izlaziti srpnja 1871. godine. Nastavak su sisačkog dnevnog lista Zatočnika.
Uređivali su ga Klement Božić i Vasilj Bratelj. Tiskao ga je Ivan Vončina.
List je nastavio izlaziti u Zagrebu od 1871. kao Obzor.
Zbog političkih pritisaka između 1860. i 1886. i za vlasti bana Levina Raucha list je nekoliko puta mijenjao ime, varirajući u imenu Pozor i Obzor, a od 1. siječnja 1886. stalno izlazi pod ovim imenom sve do početka Drugog svjetskog rata.